# Сьодзі Нісімура
Сьодзі Нісімура (яп. 西村 祥治; 30 листопада 1889, Акіта, Японія — 24 жовтня 1944, Сурігао, Філіппіни) — японський військовий діяч, віцеадмірал. Загинув під час битви в затоці Лейте. 

## Біографія
Народився у знатній самурайській родині в префектурі Акіта. Закінчив Військову академію Імператорського флоту Японії, із 1911 року служив на флоті. Тривалий час служив штурманом на кораблях різних класів — від корвета до броненосця. Із 1926 року командував есмінцем «Кіку». Потім командував 26-ю групою есмінців. 
У 1937-1938 роках — командир важкого крейсера «Кумано». У 1938-1940 роках — командир лінкора «Харуна». 

### Друга світова війна
Після нападу Японії на США контрадмірал Нісімура командував 4-ю ескадрою. На чолі неї він брав участь у битві в Яванському морі. Під час битви за Гуадалканал він командував 7-ю дивізією крейсерів. 
У жовтні 1944 року віцеадмірал Нісімура командував «південним з'єднанням» японського флоту. У ході битви в затоці Лейте ескадра Нісімуро була розгромлена японцями. Адмірал загинув під час потоплення свого флагманського корабля лінкора «Ямасіро».

## Вищі військові звання
- Контрадмірал (15 листопада 1940)
- Віцеадмірал (1 листопада 1943)

## Нагороди
- Орден Вранішнього сонця 3-го класу
- Орден Священного скарбу 2-го класу
- Орден Сприятливих хмар 3-го класу
- Пам'ятна медаль вступу на престол імператора Тайсьо (10 листопада 1915)
- Військова медаль 1918—1920
- Медаль Перемоги
- Пам'ятна медаль вступу на престол імператора Сьова (16 листопада 1928)
- Медаль національного фонду «Велика Маньчжурія» (Маньчжурська держава; 1 березня 1934)
- Медаль Маньчжурського інциденту (29 квітня 1934)
- Пам'ятна медаль імператорського візиту в Японію (Маньчжурська держава; 21 сентября 1935)
- Медаль Китайського інциденту 1937
- Пам'ятна медаль «2600 років Японії» (15 серпня 1940)